# NGC 2273
NGC 2273 est une galaxie spirale barrée située dans la constellation du Lynx. NGC 2273 a été découverte par l'astronome suédois Nils Christoffer Dunér en 1867.

NGC 2273 par le télescope spatial Hubble.
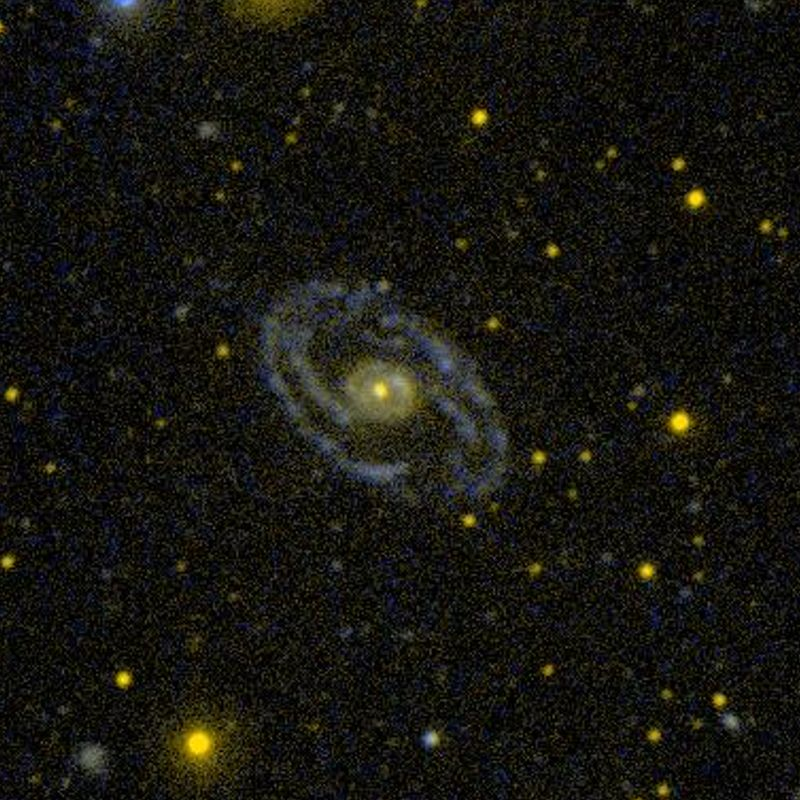
NGC 2273 en ultraviolet par le télescope spatial GALEX.

## Caractéristiques
NGC 2273 présente une large raie HI et c'est une galaxie active de type Seyfert 1/2.

### Distance
Sa vitesse par rapport au fond diffus cosmologique est de 1 875 ± 3 km/s, ce qui correspond à une distance de Hubble de 27,7 ± 1,9 Mpc (∼90,3 millions d'al).
À ce jour, huit mesures non basées sur le décalage vers le rouge (redshift) donnent une distance de 29,000 ± 4,322 Mpc (∼94,6 millions d'al), ce qui est à l'intérieur des valeurs de la distance de Hubble.

### Luminosité dans l'infrarouge
La luminosité de NGC 2273 dans l'infrarouge lointain (de 40 à 400 µm) est égale à 1,12 × 1010 {\displaystyle L_{\odot }} (1010,05{\displaystyle L_{\odot }}) et sa luminosité totale dans l'infrarouge (de 8 à 1 000 µm) est de 1,78 × 1010 {\displaystyle L_{\odot }} (1010,25{\displaystyle L_{\odot }}).

### Émission de radiation ultraviolette
NGC 2273 est une galaxie dont le noyau brille dans le domaine de l'ultraviolet. Elle est inscrite dans le catalogue de Markarian sous la cote Mrk 620 (MK 620). 

## Morphologie
NGC 2273 a été utilisée par Gérard de Vaucouleurs comme une galaxie de type morphologique (RR)SAB(rs)a dans son atlas des galaxies,.

### Barre centrale
Dans la  bande K infrarouge, NGC 2273 présente une barre centrale de 24 secondes d'arc dont l'ellipticité maximale est de 0,37. L'angle de position de celle-ci est de 108°.

### Un disque entourant le noyau
Grâce aux observations du télescope spatial Hubble, on a détecté un disque de formation d'étoiles autour du noyau de NGC 2273. La taille de son demi-grand axe est estimée à 360 pc (~1175 années-lumière).

## Trou noir supermassif
Selon les auteurs d'un article publié en 2002, la masse du trou noir central de NGC 2273 est de 2,00 x 107{\displaystyle M_{\odot }} (107,30{\displaystyle M_{\odot }}).  
Selon un article publié 2006, les mesures de luminosité de la bande K de l'infrarouge proche du bulbe de NGC 2273 permettent d'estimer la masse du trou noir supermassif qui s'y trouve à 107,6 {\displaystyle M_{\odot }} (39,8 millions de masses solaires).
Une autre étude  réalisée en 2007  auprès de 90 galaxies de type Seyfert 2 utilisant la dispersion des vitesses a permis d'estimer la masse des trous noirs supermassifs centraux de celles-ci. Pour NGC 2773, la masse du trou noir est égale à 20 × 106 {\displaystyle M_{\odot }} (107,30).
Selon une troisième étude publiée en 2009 et basée sur la vitesse interne de la galaxie mesurée par le télescope spatial Hubble, la masse du trou noir supermassif au centre de NGC 2273 serait comprise entre 2,1 et 7,1 millions de {\displaystyle M_{\odot }}.
Finalement, selon un article publié en 2012, plusieurs études de la dispersion des vitesses dans la région centrale ont permis d'estimer sa masse à 2,88 × 107 {\displaystyle M_{\odot }} (107,46).
Selon les auteurs d'un article publié en 2012, la connaissance de la masse d'un trou noir central et du taux d'accrétion par celui-ci permet d'estimer le taux de formation d'étoiles dans la région centrale des galaxies de type Seyfert. Ce taux pour NGC 2273 serait à l'intérieur d'un rayon de 1 kpc de 0,76 {\displaystyle M_{\odot }}/an.

## Groupe de NGC 2273
NGC 2273 fait partie d'un petit groupe de quatre galaxies. Les trois autres galaxies du groupe de NGC 2273 sont NGC 2273B (UGC 3530), UGC 3504 (NGC 2273A) et UGC 3598. Richard Powell indique NGC 2273B sur son site pour UGC 3530, mais il n'emploie pas la notation NGC 2273A pour UGC 3504. On retrouve ces désignations sur le site de Wolfgang Steinicke.